# سیارک ۷۵۳۰
سیارک ۷۵۳۰ (به انگلیسی: 7530 Mizusawa، نامگذاری:1994GO1) هفت هزار و پانصد و سیمین سیارک کشف شده‌است که در ۱۵ آوریل ۱۹۹۴ کشف شد.
قدر مطلق سیارک برابر ۱۲٫۶۰ است.